# سبنسر هاوس، وستمنستر

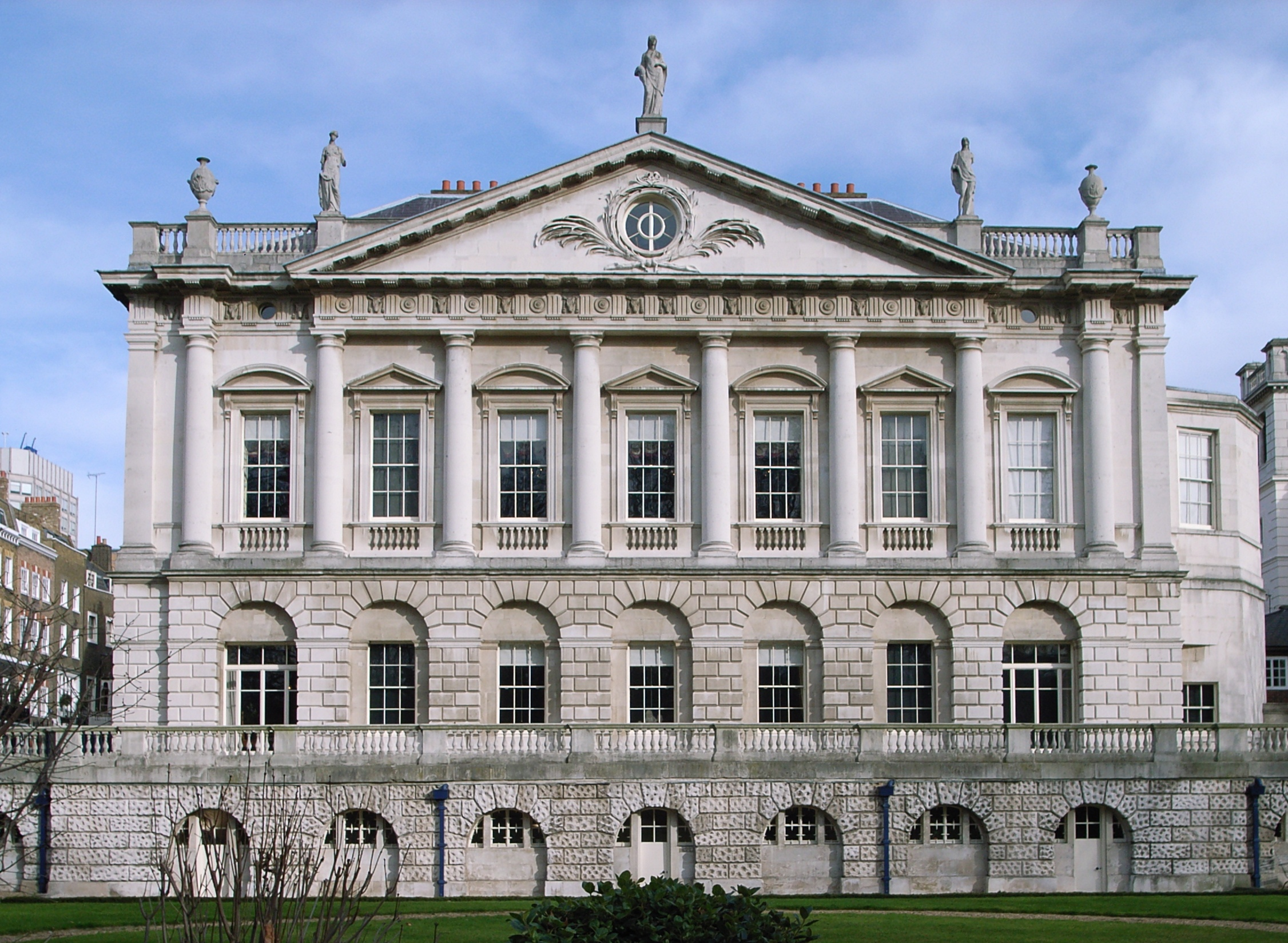
الجانب الغربي من منزل سبنسر المطل على جرين بارك

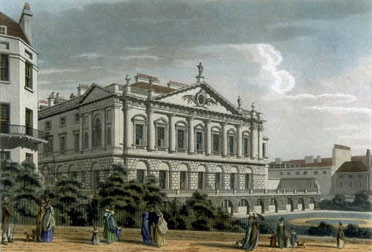
رسم للمنزل، حوالي عام 1800

سبنسر هاوس هو منزل مستقل تاريخي يقع في 27 سانت جيمس بليس في منطقة سانت جيمس في وستمنستر، لندن في إنجلترا. أدرجَ المنزل في الدرجة الأولى في قائمة التراث الوطني لإنجلترا.

## تاريخياً
أُنشأ المنزل في عام 1756 من قبل جون سبنسر (الذي أصبح فيما بعد أول إيرل من آل سبنسر)، حيث كان يحتاج إلى منزل مستقل كبير في لندن لتعزيز مكانته. كان المهندس المعماري الذي اختاره هو جون فاردي، الذي درس تحت إشراف ويليام كينت. فاردي هو المسؤول عن واجهات القصر التي نراها اليوم.
في عام 1758، حل جيمس "الأثيني" ستيوارت، الذي درس القيم الأركادية للعمارة اليونانية القديمة، محل فاردي كمهندس للمشروع. وكنتيجة مباشرة لذلك كان من المقرر أن يحتوي منزل سبنسر على تفاصيل يونانية أصيلة في الديكور الداخلي، وبالتالي أصبح أحد الأمثلة الأولى في لندن على الطراز الكلاسيكي الجديد، الذي كان يجتاح البلاد.
بصفته منزلًا لإيرلز وكونتيسات سبنسر المتعاقبين، أصبحت غرف المنزل بمثابة مسرح لمسابقة ملكة جمال المجتمع الراقي في لندن. احتل أفراد عائلة سبنسر القصر بشكل مستمر حتى عام 1895، عندما بدأ تأجير المنزل. عادت عائلة سبنسر لفترة وجيزة خلال الربع الأول من القرن العشرين، وبعد ذلك تأجر المنزل في أوقات مختلفة إما كنادٍ أو مكاتب. خلال الحرب الخاطفة في الحرب العالمية الثانية، جُرِّدَ المنزل من كنوزه الأصلية القليلة المتبقية، والأثاث المصنوع خصيصًا، والمدافئ.

## التاريخ الحديث

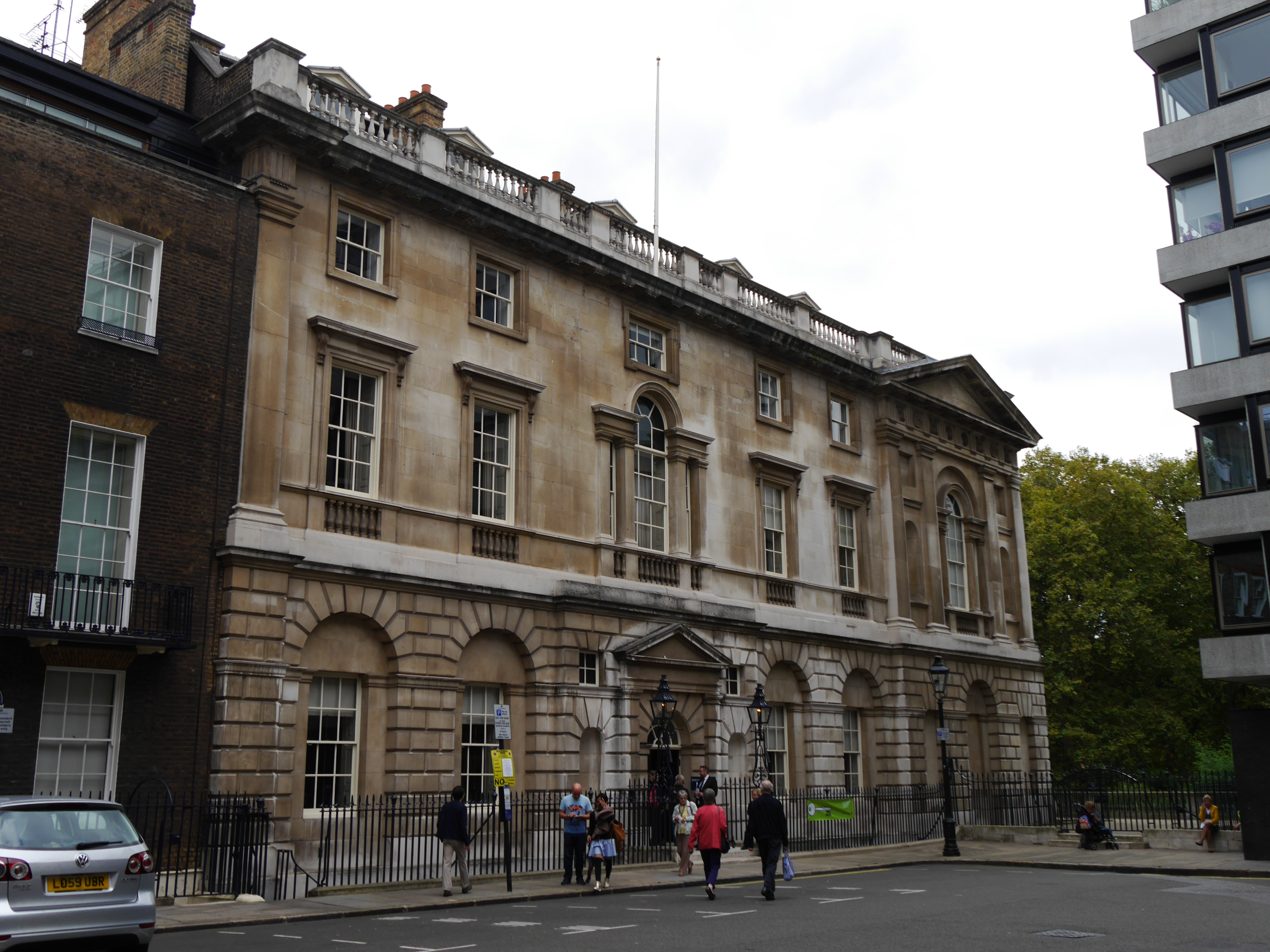
الجانب الشمالي من سبنسر هاوس، مع الباب الأمامي في موقع سانت جيمس

يظل سبنسر هاوس في ملكية الإيرل من آل سبنسر، المالك الحالي هو تشارلز سبنسر، إيرل سبنسر التاسع، شقيق ديانا أميرة ويلز . ومع ذلك، منذ الحرب العالمية الثانية، تأجر المنزل بشكل مستمر. في عام 1948، تأجر لمزادات كريستيز، وفي عام 1956 إلى شركة الأكسجين البريطانية، وفي عام 1963 إلى وحدة الاستخبارات الاقتصادية.
في 25 ديسمبر 1986، حصلت شركة ريت كابيتال بارتنرز الشركة العائلية لجاكوب روتشيلد، بارون روتشيلد الرابع، على عقد إيجار لمدة 96 عامًا (مع خيار إضافي لمدة 24 عامًا) بإيجار سنوي قدره 85000 جنيه إسترليني.
في عملية الترميم، أعيدت الغرف الكبيرة (الأجنحة) والحديقة إلى مظهرها الأصلي. بلغت قيمة عقد إيجار سبنسر هاوس 35 مليون جنيه إسترليني في التقرير السنوي لعام 2017 الصادر عن ريت كابيتال بارتنرز (بالإنجليزية: RIT Capital Partners)‏.
يعد سبنسر هاوس و لانكاستر هاوس و بريدج ووتر هاوس ودودلي هاوس وأبسلي هاوس، أحد أواخر المنازل الريفية الأرستقراطية العديدة التي كانت تزين وسط لندن ذات يوم.

## فهرس
- Stourton، James (2012). Great Houses of London. London: Frances Lincoln. ISBN:978-0-7112-3366-9.

## روابط خارجية
- الموقع الرسمي